# فرودگاه بول آلاشانکوو
فرودگاه بول آلاشانکوو (به انگلیسی: Bole Alashankou Airport) یک فرودگاه همگانی با کد یاتا BPL است . این فرودگاه در کشور چین قرار دارد و در ارتفاع ۳۸۲ متری از سطح دریا واقع شده‌است.

## شرکت‌های هواپیمایی و مقصدهای پروازی
| شرکت‌های هواپیمایی | مقصدهای پروازی |
| ----------------- | -------------- |
| تیانجین ایرلاینز  | اورومچی دیووپو |